# Kubung
Kubung est une ville du Botswana.